# The Seminole Halfbreeds
The Seminole Halfbreeds è un cortometraggio muto del 1910 diretto da Sidney Olcott. Una storia con gli indiani della Florida, i Seminoles.

## Produzione
Il film fu prodotto dalla Kalem Company. Venne girato a Jacksonville, Florida.

## Distribuzione
Distribuito dalla Kalem Company, il film - un cortometraggio di una bobina - uscì nelle sale cinematografiche USA il 20 maggio 1910.